# 英格兰共和国
英格蘭共和國（英語：Commonwealth of England），另譯英格蘭聯邦。是一个曾存在于1649年－1660年间的政體，分別於1649年起統治英格兰、1652年起统治爱尔兰，1653年起统治蘇格蘭。领土曾囊括今英國、爱尔兰、西印度群岛、紐芬蘭與北美東岸地區。
由奥利弗·克伦威尔指揮的圓顱黨在第二次英格兰内战勝利後，處決英王查理一世並建立由国务会议統治的共和國。1652年與1653年，克倫威爾分別征服蘇格蘭與爱尔兰，在造成當地民眾大量死亡下成功統一英伦三岛。1653年，克倫威爾解散長時間未輪替的長期議會。並在政府约法中被任命為終身就任的「英格蘭、蘇格蘭、愛爾蘭聯邦」护国公。
護國公時期的英格蘭致力於解決政治的混亂，建立一個穩定的政體。同時發動數場對外戰爭，包括與荷蘭因商業問題導致第一次英荷戰爭、與西班牙因殖民地導致的英西戰爭。克倫威爾於1657年與法王路易十四簽訂盟約，英格蘭派遣部隊至低地地區供法國元帥蒂雷納子爵指揮。在法國贏得沙丘戰役後，英格蘭因盟約獲得西屬敦刻尔克。
1658年克倫威爾去世後，他的兒子理查德無力掌控局勢，英格蘭議會被解散。保王黨人迎回斯图亚特王朝，查理二世即位為英王。

## 歷史
1649年奧立佛·克倫威爾將反對自己的议会議員全部罷黜，只留下聽命的議員，人稱残缺议会，1月30日，英格蘭国王查理一世被处斩；5月19日，残缺议会宣稱成立英格蘭共和國。1660年斯图亚特王朝复辟，英格兰、爱尔兰和苏格兰恢复君主制，英格蘭共和國宣告灭亡。
- 英格蘭共和國時期的國徽
- 英格蘭、蘇格蘭和愛爾蘭联邦時期的國徽